# Animaccord Animation Studio
 (avril 2018).
Créé en 2008, Animaccord Animation Studio (en russe :Анимационная студия  « АНИМАККОРД ») est un studio d'animation russe basé à Moscou.
Dans une interview accordée à l'agence de presse russe TASS, Dimitry Loveiko (directeur général de LLC Masha and the bear) explique la genèse du studio. Fin 2007, il rencontre Oleg Kuzovkov (directeur artistique) qui, après avoir travaillé en tant qu'animateur aux États-Unis, rentre en Russie avec un projet de série d'animation pour enfants à la recherche d'un financement. De cette rencontre naîtra le studio,.
Un peu plus de 70 personnes travaillent à la production des épisodes de Masha et Michka. Ce nombre n'est pas fixe et varie en fonction de la charge de production. En comptant les cadres, le studio compte environ 100 employés.
À ce jour, le studio est la propriété de Sergei Kuzmin et de Dimitry Loveiko (80 % / 20 %  ou 90 % / 10 %  selon les sources).

## Distinctions
En février 2015, lors du Kidscreen Summit à Miami, le studio a reçu le Kidscreen Award de la meilleure animation dans la catégorie « talents créatifs », pour la série Masha et Michka.
Quelques mois plus tard, en octobre, le studio est désigné 6e meilleure compagnie de production par le magazine Kidscreen.

## Production
- 2009 : Masha et Michka (en russe : Маша и Медведь)
- 2011 : Les contes de Masha (en russe : Машины сказк)
- 2014 : Les contes effrayants de Masha (en russe : Машкины страшилки)*
- 2020 : Masha et Michka : Pizzeria! (en russe : Маша и Медведь: Пиццерия!)

### Licences et Merchandising
Plus de 700 produits dérivés à l'effigie des protagonistes de Masha et Michka sont vendus par près de 90 distributeurs dans une soixantaine de pays à travers le monde.